# Anton Hasenhut
Anton Hasenhut (Petrovaradin, 1º giugno 1766 – Vienna, 6 febbraio 1841) è stato un attore teatrale e comico austriaco.

## Biografia
Figlio di un chirurgo convertito, in un secondo tempo, alla carriera artistica di comico, Hasenhut sin da piccolo visse da vicino sia la vita girovaga delle compagnie teatrali sia alcune vicissitudini economiche della sua famiglia.
Dopo aver svolto la gavetta nella compagnia del padre, ricevette un ingaggio dal impresario teatrale Karl von Marinelli, grazie al quale si trasferì stabilmente a Vienna.
Effettuò quasi tutta la sua carriera artistica nella capitale austriaca, per i primi sedici anni di attività al Theater in der Leopoldstadt, a partire dal 1787, e in una seconda fase al Theater an der Wien, dal 1803 al 1819.
Riscosse un grande consenso di critica e di pubblico e suscitò l'approvazione anche di personalità illustri come Tieck e Grillparzer, grazie soprattutto alla creazione del personaggio imbranato e sfortunato Taddädl (Taddeo), oltreché per la divertente macchietta caricaturale dei bambini, che derivavano parzialmente dalla commedia popolare austriaca e dalla commedia dell'arte. Ma durante i suoi spettacoli si esibiva anche in balletti, canti e recitazione da mimo.
Se nel suo periodo artistico giovanile Hasenhut si caratterizzò per un repertorio piuttosto leggero e di facile presa, con il passare del tempo rielaborò la sua comicità rendendola più complessa e ricercata, però in questo modo, gradualmente, scemò il suo successo, fino a spingerlo al ritiro dal palcoscenico. Negli ultimi anni di vita si dedicò, prevalentemente, all'attività di copista ed a qualche fugace apparizione al Teatro di corte.
Il suo canto del cigno lo realizzò con una sfortunata tournée all'estero, toccando le città di Norimberga, Ratisbona e Berlino.
Hasenhut morì il 6 febbraio 1841 a Vienna. È sepolto al cimitero di St. Marx nella capitale austriaca.